# Epöl
Epöl is een plaats (község) en gemeente in het Hongaarse comitaat Komárom-Esztergom. Epöl telt 661 inwoners (2001).